# Tancrède Ramonet
Pour les articles homonymes, voir Ramonet.
Tancrède Ramonet, né le 28 août 1974, est un documentariste français. À ce titre, il est à la fois réalisateur, producteur et scénariste. Il est également chanteur et musicien dans le groupe d'électro rock Achab.

## Biographie

### Famille et études
Tancrède Ramonet naît en août 1974. Il est le fils du sémiologue et journaliste Ignacio Ramonet et de Noëlle de Chambrun. Il est également le frère d'Axël Ramonet, lui aussi producteur et réalisateur, avec qui il collabore sur plusieurs projets. Tancrède et Axël Ramonet sont aussi les petits-enfants de Gilbert de Chambrun, ancien résistant et responsable du mouvement Combat, qui fut député-maire de Marvejols et ministre plénipotentiaire et de son épouse, la résistante Jacqueline de Chambrun.
Après un DEA de philosophie à la Sorbonne, Tancrède Ramonet élabore un premier projet de documentaire, puis intègre l'université Paris-Dauphine où il obtient un diplôme d'études supérieures spécialisées en management des organisations culturelles (promotion 2001-2002).

### Documentariste
En 2002, il cofonde avec son frère Axël et Martin Laurent la société de production Temps noir. Elle produit à la fois des fictions et des documentaires, diffusés par Arte, France Télévisions ou Canal+ et sur des chaînes de télévision à l'international. Ils obtiennent quatre ans plus tard le prix du Meilleur jeune producteur français de télévision 2006, puis le prix du Producteur français de télévision en 2010, attribués par la Procirep,.
En 2016, Tancrède Ramonet réalise Ni dieu ni maître, une histoire de l'anarchisme, une série de documentaires sur l'anarchisme coproduite par Temps noir et Arte. Ses deux premières parties, intitulées La Volupté de la destruction (1840-1906) et La Mémoire des vaincus (1922-1945), sont diffusées pour la première fois en Suisse durant le mois d'octobre 2016. Ils sont diffusés en France par Arte en avril 2017 lors d'une soirée qui réunit 432 000 téléspectateurs[réf. nécessaire].
La fin de la série, en deux épisodes également (Des fleurs et des pavés (1945-1969) et Les Réseaux de la colère (1965-2011)), reste un temps sur le banc de montage, sans moyens financiers et sans diffuseur,. Leur production est relancée en 2019 via une campagne de financement participatif sur Ulule.
En 2021, il propose (Sur)vivre sans sexe ; Vivre sans sexualité, avec Ovidie, sous forme 4 épisodes de 53 min, réalisés par Séverine Cassar diffusés sur France Culture, dans la série LSD, La série documentaire. Épisode 1 : Sexualités empêchées. Épisode 2 : L'absence de sexualité, une anomalie sociale. Épisode 3 : Des vertus de l'abstinence. Épisode 4 : Sortir de la sexualité, un acte politique ,,,

### Musicien

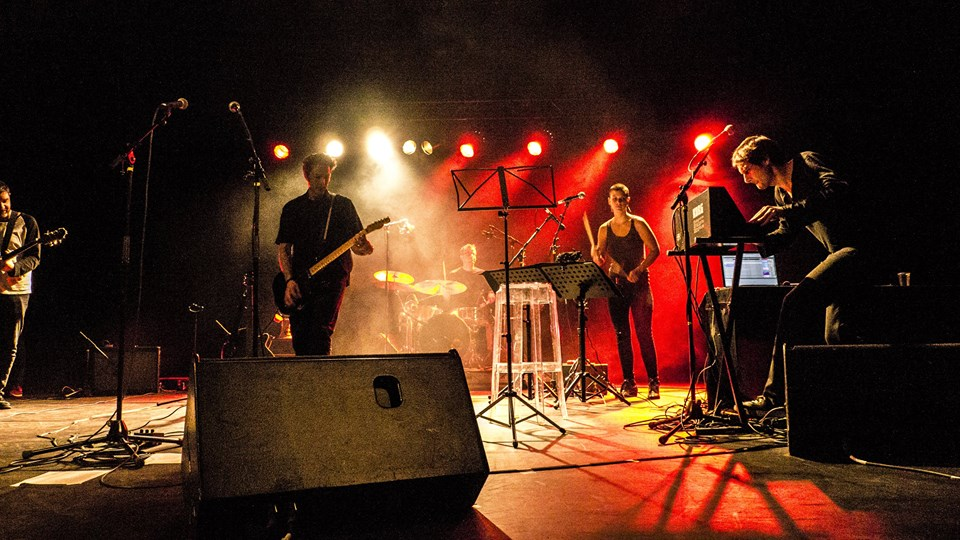
Achab en concert à Paris en 2017.

Simultanément à la réalisation de Ni dieu ni maître, Tancrède Ramonet cofonde un groupe de rock français, Achab. Son nom est une référence au capitaine Achab, personnage du roman Moby Dick d'Herman Melville, et à l'acronyme ACAB (« All cops are bastards », « Tous les flics sont des salauds » en français). Achab sort son premier album en 2017, Un monde formidable, en indépendance. En 2024 sort un second album : 13H12 (en référence au nombre « 1312 », signifiant les positions des lettres de l'alphabet A, C, A et B)[source secondaire nécessaire].

## Filmographie
Sauf indication contraire, les informations mentionnées dans cette section peuvent être confirmées par les bases de données cinématographiques IMDb et Allociné,  présentes dans la section « Liens externes ».

### En tant que réalisateur

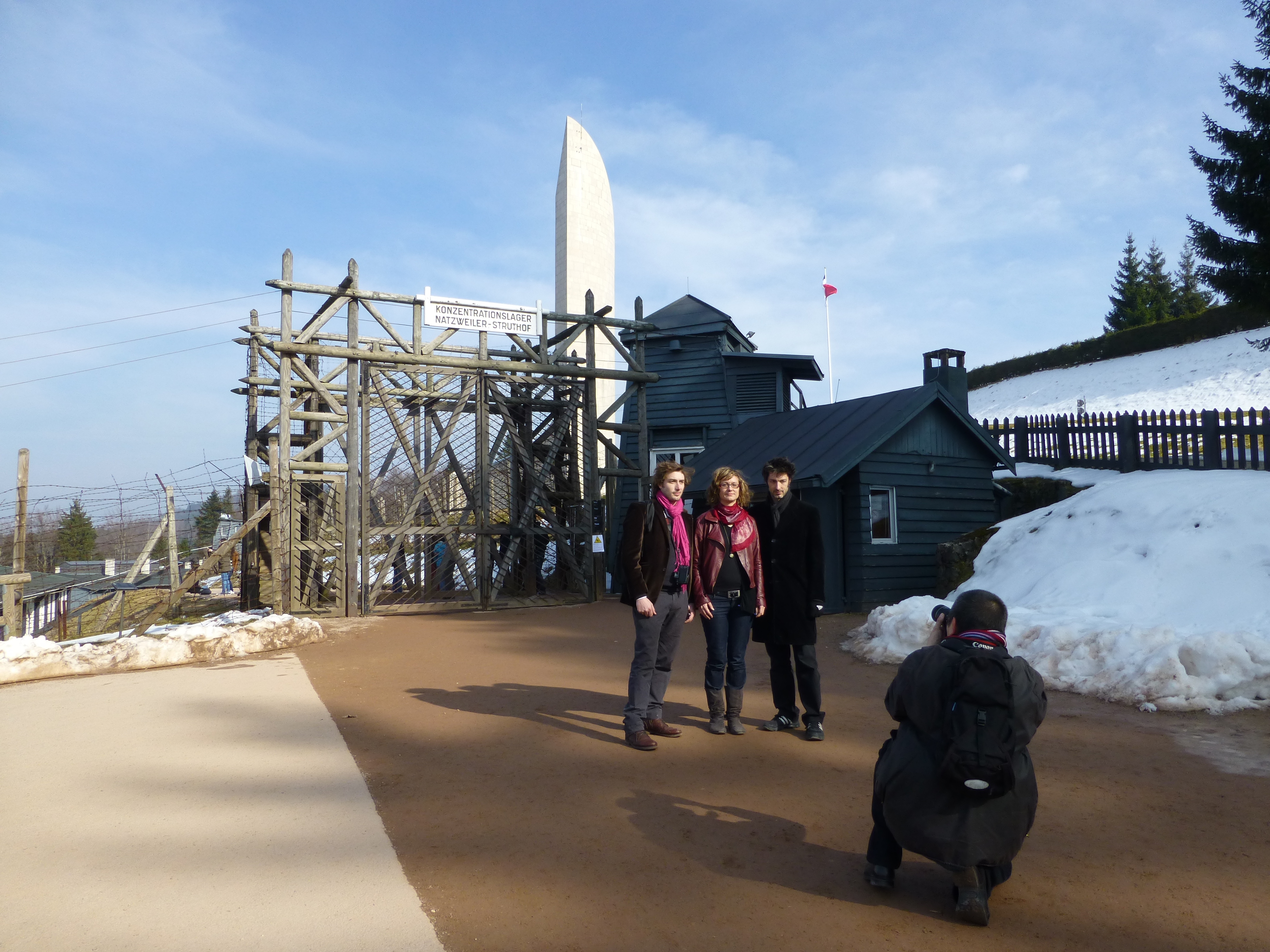
Tancrède Ramonet (à droite), avec Axël Ramonet et Sonia Rolley au camp de concentration de Natzweiler-Struthof, à l'occasion de la sortie de leur film Au nom de la race et de la science en 2013.

- 2013-2016 : Docs interdits (2 épisodes) :
  - 2013 : Au nom de la race et de la science : Strasbourg 1941-1944[24]
  - 2016 : Patrick Buisson, le mauvais génie
- 2016 : Ni dieu ni maître, une histoire de l'anarchisme
- 2017 : La Case du siècle (1 épisode) : Che Guevara, naissance d'un mythe
- 2018 : Mai 68 n'a pas duré qu'un mois[25], web-série co-réalisée avec Olivier Besancenot, Sara Brücker et Florence Johsua

### En tant que scénariste
- 2002 : Marche funèbre (court métrage)[26] d'Axël Ramonet
- 2006 : Les Ombres du bagne[27] de Patrick Barbéris
- 2013-2016 : Docs interdits (2 épisodes) :
  - 2013 : Au nom de la race et de la science : Strasbourg 1941-1944 de lui-même
  - 2016 : Patrick Buisson, le mauvais génie de lui-même
- 2016 : Ni dieu ni maître, une histoire de l'anarchisme de lui-même

### En tant que producteur
- 2006 : There Is No Direction de Sarah Bertrand
- 2010 : La Case du siècle (1 épisode) : Afrique(s), une autre histoire du XXe siècle d'Alain Ferrari
- 2012 : Si le palais Bourbon m'était conté de Myriam Elhadad
- 2012 : Avocat de la Loi de Jean-Yves Cauchard
- 2013 : Docs interdits (1 épisode) : Au nom de la race et de la science : Strasbourg 1941-1944 de lui-même
- 2013 : Allemagne, l'art et la nation de Jean-Baptiste Péretié
- 2014 : Calamity Jane : légende de l'Ouest de Grégory Monro
- 2016 : Ni dieu ni maître, une histoire de l'anarchisme de lui-même
- 2018 : Mai 68 n'a pas duré qu'un mois[25], web-série coréalisée avec Olivier Besancenot, Sara Brücker et Florence Johsua et coproduite avec Martin Laurent et Jérémy Zelnik
- 2019 : Cuba, la révolution et le monde
- 2022 : Le Tigre et le Président de Jean-Marc Peyrefitte
- 2022 : Alain Krivine : une vie en rouge de Jeanne Lefèvre

## Documentaires audio
- 2021 : (Sur)vivre sans sexe ; Vivre sans sexualité, avec Ovidie, 4 épisodes de 55 min, sur France Culture, LSD, La série documentaire[18],[19],[20],[21]
- 2023 :  Qu'est-ce qui pourrait sauver l'amour ?, avec Ovidie, 8 épisodes de 28 minutes sur France Culture,  LSD, La série documentaire

## Discographie

### Clips vidéos
- Encore un jour sans massacre
- 9 mois et quelques jours
- Anna danse
- Ça, c'est Paris
- Achab est Achab
- Black block
- L'Innommée
- Un monde formidable
- Qui vivra verra
- Toubab
- Zbeul partout